# Tobago Cycling Classic
La Tobago Cycling Classic, es una competición de ciclismo que se desarrolla en la isla de Tobago a principios de octubre.
Comenzó a disputarse en 1986 y durante varios años contaba solo con presencia de ciclistas locales. En la década de 2000 la carrera comenzó a tener participación extranjera. El formato utilizado era el de carrera por etapas, siendo cinco etapas, una de ellas contrarreloj.
Desde la edición de 2011, la prueba cambió el formato. Si bien se mantuvieronn los 5 días de actividad, se disputan competiciones para varias categorías en formato carrera y criterium.
La última carrera, es para competidores élite y sub-23 y está incluida en el UCI America Tour encuadrada en la categoría 1.2.

## Palmarés
| Año  | Ganador          | Segundo               | Tercero         |
| ---- | ---------------- | --------------------- | --------------- |
| 2001 | Emile Abraham    |                       |                 |
| 2002 | Emile Abraham    |                       |                 |
| 2003 | Emile Abraham    |                       |                 |
| 2004 | John Lieswyn     | Scott Zwizanski       | Emile Abraham   |
| 2005 | Ivan Stević      |                       |                 |
| 2006 | Bruno Langlois   | Emile Abraham         | Phil Cortes     |
| 2007 | Andreas Henig    | Erik Mohs             | Nico Schneider  |
| 2008 | Heath Blackgrove | Timo Scholz           | Emile Abraham   |
| 2009 | Peter Williams   | Lisban Quintero       | Timo Scholz     |
| 2010 | James Sparling   | Martin Lang           | Dan Craven      |
| 2011 | Riccardo Zoidl   | Nick Daems            | Matthias Wiele  |
| 2012 | Darren Matthews  | Andrew Bajadali       | Michael Cuming  |
| 2013 | Jame Ramírez     | Mike Olheiser         | Calixto Bello   |
| 2014 | Óscar Pachón     | Adellyn Cruz          | Carlos Ospina   |
| 2015 | Adellyn Cruz     | Darren Matthews       | Aurélien Daniel |
| 2016 | James Piccoli    | Jame Ramírez          | Adellyn Cruz    |
| 2017 | Peter Schulting  | Nicklas Amdi Pedersen | Marcel Weber    |

- En amarillo, ediciones amateurs.